# Przezroczystość (grafika komputerowa)
Przezroczystość – przenikanie do obrazu elementów z innego, położonego pod nim obrazu. Im wyższy jest ustawiony poziom przezroczystości obrazu, tym mniej jest on widoczny, zaś lepiej ten, który znajduje się pod nim.  